# The Family of Man
The Family of Man (ovvero: "La famiglia dell'uomo") fu una mostra fotografica ideata nel dopoguerra e realizzata nel 1955 dal fotografo lussemburghese, naturalizzato statunitense, Edward Steichen.
Steichen è stato una figura importante nella cultura fotografica della prima metà del Novecento, avendo partecipato a gran parte degli avvenimenti più significativi da entrambi i lati dell'Oceano Atlantico. Partecipò attivamente alla corrente del pittorialismo americano, assieme ad Alfred Stieglitz. Passò alla corrente antagonista dopo la prima guerra mondiale, ossia la Straight photography, fino a vestire verso la fine degli anni Venti anche i panni del fotografo di moda. Suo è uno dei più famosi ritratti di Greta Garbo. Prese parte anche al secondo conflitto mondiale come cineoperatore vincendo un premio Oscar al miglior documentario nel 1945.
Steichen fu nominato nel dopoguerra direttore del Museum of Modern Art di New York: lì concepì l'idea di una grande mostra collettiva che avesse come tema l'uomo e la sua famiglia a livello mondiale. La mostra fu progettata per raccogliere immagini con un taglio antropologico, come una sorta di album di famiglia universale. Una raccolta di opere di tanti autori che avessero come unico soggetto l'essere umano, la sua vita, il suo ambiente e la sua storia, comprese le relazioni degli esseri umani tra di loro.

Steichen affidò il prologo al poeta e scrittore, nonché suo cognato, Carl Sandburg, il quale in pochissime frasi scrisse:

"C’è un solo uomo nel mondo e il suo nome è Tutti gli Uomini.
C’è una sola donna nel mondo e il suo nome è Tutte le Donne.
C’è un solo bambino nel mondo e il nome del bambino è Tutti i Bambini", 
Snche lo stesso titolo della mostra fu suggerito dal poeta.

## La mostra
L'esposizione vide la luce per la prima volta al Museum of Modern Art di New York dal 24 gennaio all'8 maggio 1955. Raccoglieva 503 fotografie provenienti da 68 paesi. I fotografi coinvolti furono 273 e i lavori esposti furono selezionati tra 2 milioni di scatti inviati da autori di tutto il mondo. L'allestimento fu progettato dall'architetto Paul Rudolph in maniera innovativa. Le foto, raggruppate in trentasette sezioni tematiche, raccontavano una storia generalizzata della vita umana. 
Una delle stanze era una grande trasparenza colorata retroilluminata con pareti rosse raffiguranti una esplosione di una bomba all'idrogeno cui seguiva un enorme murale raffigurante l'aula magna delle Nazioni Unite che avrebbe dovuto simboleggiare un futuro migliore. Al termine della mostra il visitatore incontrava fotografie di bambini sorridenti mentre l'ultima immagine era quella di due bambini, un maschio ed una femmina, che uscivano da un buio tunnel verso la luce di un bosco. 
Per quanto potesse sembrare un po' ingenua, sentimentale o melodrammatica, la mostra al MoMA espresse, in quegli anni della guerra fredda, le speranze e i sogni di molte persone. Il percorso espositivo non seguì un criterio storiografico o geografico, ma soltanto quello evocativo che le immagini suggerivano. In questo modo il visitatore, camminando tra le sale alquanto labirintiche e trovandosi immerso con le immagini appese non solo alle pareti ma anche al soffitto e perfino su piattaforme circolari, di grandezze diverse, poteva percepire l'intensita e l'emozione che le foto suscitavano sia a livello intellettuale che a quello più profondo ed inconscio.
L'esperienza della mostra fu principalmente sensoriale, immersiva ed emotiva per l'epoca. Era scandita dal racconto della vita familiare. Ogni "sezione" veniva introdotta da citazioni letterarie e filosofiche di varia provenienza e cultura tra cui quelle di James Joyce, Thomas Paine, Lillian Smith, William Shakespeare. Le fotografie riprendevano momenti essenziali della vita: dal fidanzamento al matrimonio, dall'attesa di un figlio al parto, dalla loro crescita ai giochi, i conflitti, le sofferenze, la povertà, lo sfruttamento, il benessere, ma anche l’educazione, il lavoro e la fatica, e tutto questo in relazione all’ambiente in ogni tipo di società, senza dimenticarsi dei cibi e della tavola. Le fotografie, lungo il percorso raccontavano la vita vissuta assieme tra le persone per cantare, ballare, suonare, per ascoltare la musica, divertirsi, studiare, per aiutarsi nella malattia e nella solitudine, nella guerra e nella preghiera. Senza dimenticare anche la morte.
Per circa otto anni la mostra fu allestita in diverse nazioni del mondo e fu visitata da circa nove milioni di persone. Tra i moltissimi spazi, ricordiamo: Dallas Museum of Art, Baltimore Museum of Art, Museum of Fine Arts di Boston, Musée National d'Art Moderne di Parigi, Stedelijk Museum di Amsterdam, Royal Festival Hall di Londra, Palazzo Venezia di Roma, Università del Cile di Santiago e decine di altre località asiatiche, africane, australiane, europee e sudamericane. Secondo lo stesso Steichen, The Family of Man, è stata l'opera più significativa della sua carriera e nel 1964-66 espresse la volontà che la mostra venisse donata e rimanesse esposta permanentemente presso il Castello di Clervaux in Lussemburgo.

## Il catalogo
Il catalogo della mostra, più volte ristampato, vendette, oltre 4 milioni di copie. Dal libro venne eliminata l'immagine dell'esplosione di un test di una bomba all'idrogeno perché il pubblico dell’epoca era molto sensibile alla minaccia dell’annientamento nucleare universale. Tale immagine fu tolta quando la mostra arrivò in Giappone e sostituita con una frase di Bertrand Russell: "[…] Le migliori autorità sono unanimi nel dire che una guerra con le bombe all’idrogeno molto probabilmente metterà fine alla razza umana […] Ci sarà una morte universale – improvvisa solo per una minoranza, ma per la maggioranza una lenta tortura di malattia e disintegrazione".

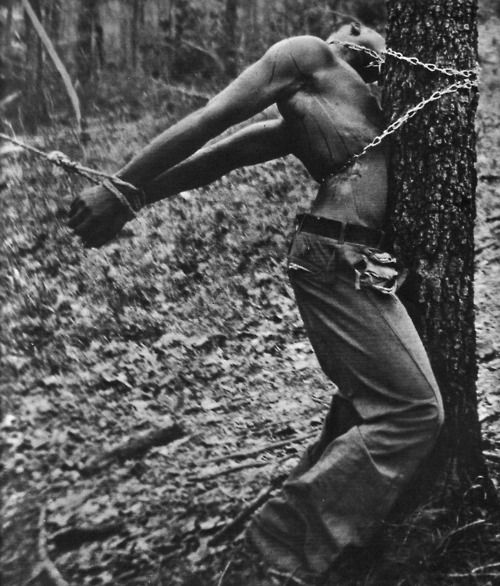
Robert McDaniels, linciato il 13 aprile 1937 a Duck Hill, Mississippi, foto della Associated Press

Fu deciso di non pubblicarla e fu peraltro rimossa dopo l'11ª settimana della mostra al Museum of Modern Art anche la foto che mostrava il linciaggio di un giovane afroamericano, morto e legato a un albero con le braccia tese con una corda, poiché avrebbe generato forti suggestioni e conseguenze angoscianti.
Nell'anniversario dei 60 anni dalla mostra, nel 2015, il Museum of Modern Art, ha deciso di ristampare il catalogo originale del 1955, facendo presente nel comunicato alla stampa come l'epoca nel quale Steichen progettò la mostra fosse molto diversa da quella odierna e che sono passati diversi decenni che hanno cambiato la storia dell'umanità.

## Il restauro
La collezione presso il Castello di Clervaux è composta da stampe originali, le stesse che furono esposte a partire dal 1955, tutte in bianco nero, incollate su cornici di legno. I loro formati variano dal 24x36 cm. al 300x400 cm. Si tratta di fotografie che, essendo state esposte in decine di mostre in varie parti del mondo, trasportate senza imballaggio, maneggiate senza guanti, hanno subito dei danni ed hanno lasciato dei segni. Sono state realizzati due restauri, uno negli anni '90 ed uno successivo tra il 2010 e il 2013, grazie a strumenti all'avanguardia che hanno consentito di riparare ai danni subiti, oltre alla pulitura e al ritocco.
Il lavoro di restauro è stato condotto grazie alla collaborazione dello Studio Berselli di Milano: Silvia Berselli
, Roberta Piantavigna, Francesca Vantellini, Isabel Dimas.

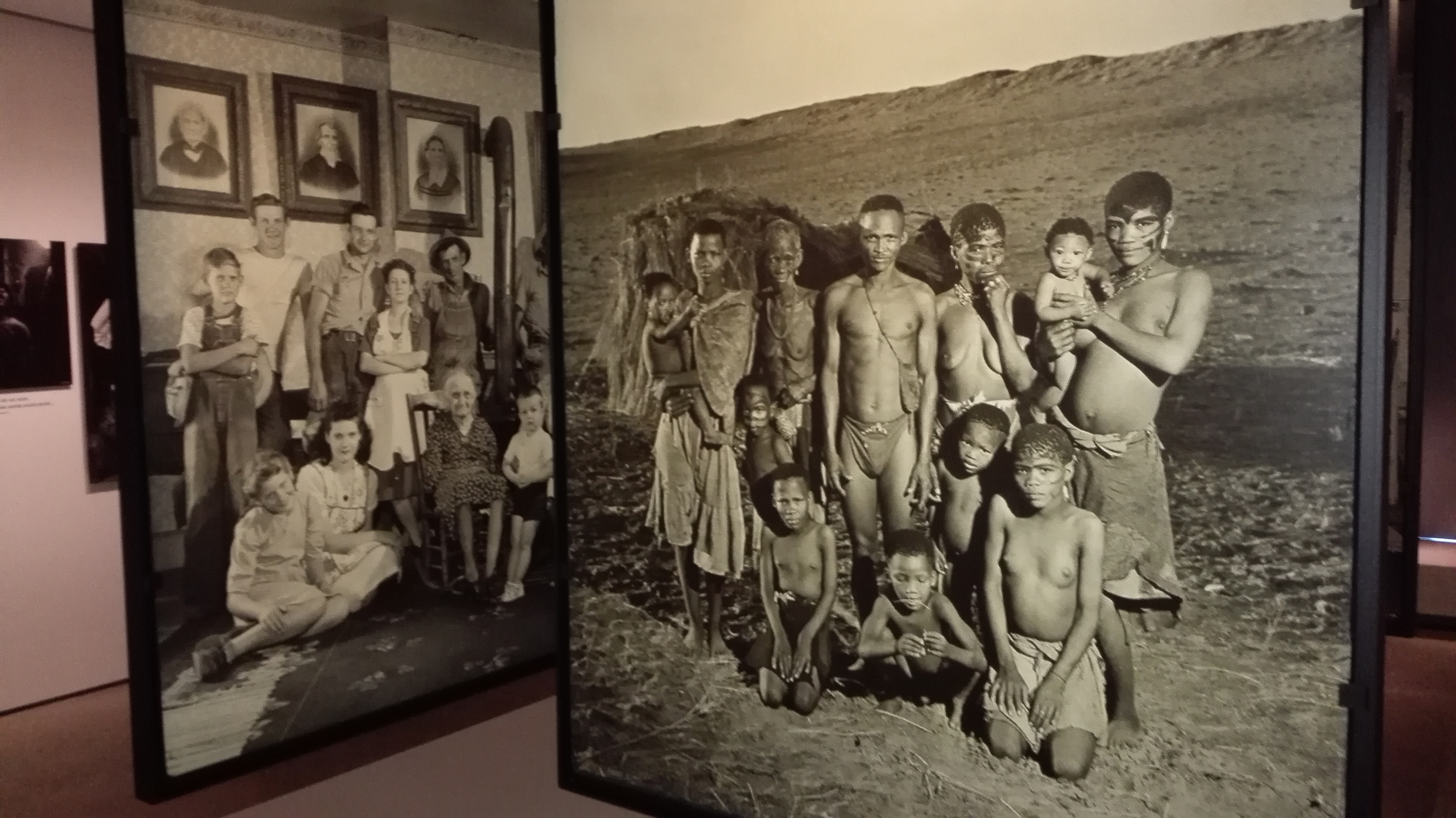
Veduta dell'installazione della mostra permanente "The Family of Man" al Castello di Clervaux

Nel 2003 la collezione è stata inserita nel registro della Memoria del mondo, (in inglese "Memory of the World") un programma dell'UNESCO, fondato nel 1992. Dal 2013 è possibile visitarla per quasi tutto l'anno, salvo un paio di mesi di chiusura ogni anno presso il Castello di Clervaux. Occorre precisare che si tratta dell'unica mostra fotografica patrimonio UNESCO, inserita nell’elenco del programma "Memory of The World".

## I fotografi partecipanti
Steichen, i suoi assistenti, i fotografi Wayne Miller e Dorothea Lange, e gli altri del suo gruppo, consultarono soprattutto gli archivi Life. Altre immagini pervennero da altre riviste, quali Vogue, Fortune, Argosy, Ladies' Home Journal, Popular Photography, Seventeen, Glamour, Harper's Bazaar, Time, Picture Post, Du. Interpellarono anche agenzie fotografiche americane, sovietiche, europee e internazionali tra cui Magnum Photos, Rapho, Black Star, Pix Publishing, Sovfoto, ed altre. Steichen stesso viaggiò in vari paesi con l'intento di visionare e raccogliere immagini. Tra i paesi europei che visitò la Svizzera, Austria e Germania, e soprattutto la Francia dove incontrò fotografi e raccolse molte delle 300 immagini finali che componevano la cosiddetta fotografia umanista, parte delle quali furono mostrate per la prima volta negfli Stati Uniti.
La lista che segue comprende i fotografi professionisti, fotoreporter o coloro che hanno avuto una storia espositiva. La lista completa si può leggere al MoMA. Anche se la stragrande maggioranza prese parte alla mostra con una sola fotografia, Steichen scelse più di una foto di alcuni dei fotografi tra cui Nat Farbman con cinque, Robert Frank con quattro, Bert Hardy e Robert Harrington con tre, lo stesso assistente Wayne Miller con ben tredici, Steichen stesso con cinque, mentre ne scelse due di Robert Doisneau, Homer Page, Helen Levitt, Manuel Álvarez Bravo, Bill Brandt, Édouard Boubat, Harry Callahan, Dorothea Lange.
- Ansel Adams (USA)
- Erich Andres (Germania)
- Emmy Andriesse (Olanda)
- Diane e Allan Arbus (USA)
- Eve Arnold (USA)
- Richard Avedon (USA)
- Ruth-Marion Baruch (USA)
- Hugh Bell (USA)
- Wermund Bendtsen (Danimarca)
- Paul Berg (USA)
- Lou Bernstein (USA)
- John Bertolino (USA)
- Eva Besnyö (Olanda)
- Werner Bischof (Svizzera)
- Maria Bordy (Russia, Nazioni Unite)
- Édouard Boubat (Francia)
- Margaret Bourke-White (USA)
- Mathew Brady (USA)
- Bill Brandt (Gran Bretagna)
- Brassai (Francia)
- Lola Álvarez Bravo (Messico)
- Manuel Álvarez Bravo (Messico)
- Josef Breitenbach (Germania/USA)
- Reva Brooks (Canada)
- Ernst Brunner (Svizzera)
- Esther Bubley (USA)
- Wynn Bullock (USA)
- Shirley Burden (USA)
- Rudolf Busler (Germania)
- Harry Callahan (USA)
- Cornell Capa (USA)
- Robert Capa (Ungheria/USA)
- Robert Carrington
- Lewis Carroll (Gran Bretagna)
- Henri Cartier-Bresson (Francia)
- Ted Castle (USA)
- Marcos Chamúdez (Cile)
- Ed Clark (USA)
- Hermann Claasen (Germania)
- Jerry Cooke (USA)
- Roy DeCarava (USA)
- Loomis Dean (USA)
- Jack Delano (USA)
- Nick De Morgoli (Francia)
- Robert Diament (URSS)
- Robert Doisneau (Francia)
- Nell Dorr (USA)
- Nora Dumas (Francia)
- David Douglas Duncan (USA)
- Alfred Eisenstaedt (USA)
- Elliott Erwitt (USA)
- J. R. Eyerman (USA)
- Sam Falk (USA)
- Nat Farbman (USA)
- Eleanor Fast
- Louis Faurer (USA)
- Ed Feingersh (USA)
- Andreas Feininger (USA)
- Vito Fiorenza (Italia)
- Leopold Fischer (Austria)
- John Florea (USA)
- Robert Frank (USA)
- Toni Frissell (USA)
- Unosuke Gamou (Giappone)
- William Garnett (USA)
- Herbert Gehr (USA)
- Guy Gillette (USA)
- Burt Glinn (USA)
- Fritz Goro (USA)
- Allan Grant (USA)
- Farrell Grehan (USA)
- René Groebli (Svizzera)
- Mildred Grossman (USA)
- Karl W. Gullers (Svezia)
- Ernst Haas (USA)
- Peter Werner Häberlin (Svizzera)
- Hideo Haga (Giappone)
- Otto Hagel (USA)
- Robert Halmi (Ungheria)
- Hiroshi Hamaya (Giappone)
- Hans Hammarskiöld (Svezia)
- Hella Hammid (USA)
- Bert Hardy (Gran Bretagna)
- Eugene Harris (USA)
- Caroline Hebbe-Hammarskiöld (Svezia)
- Paul Himmel (USA)
- Frank Horvat (Italia)
- Willi Huttig (Germania)
- Yasuhiro Ishimoto (Giappone)
- Izis (Francia)
- Fenno Jacobs (USA)
- Raymond Jacobs (USA)
- Ronny Jaques (Canada)
- Bob Jakobsen (USA)
- Nico Jesse (Olanda)
- Constantin Joffé (Russia/Francia/USA)
- Carter Jones (USA)
- Henk Jonker (Olanda)
- Victor Jorgensen (USA)
- Clemens Kalischer (USA)
- Simpson Kalisher (USA)
- Consuelo Kanaga (USA)
- Dmitri Kessel (USA)
- Ihei Kimura (Giappone)
- Martha Kitchen (USA)
- Torkel Korling (USA)
- Nikolai Kozlovsky (URSS)
- Ewing Krainin (USA)
- Herman Kreider (USA)
- Walter B. Lane (USA)
- Dorothea Lange (USA)
- Harry Lapow (USA
- Lisa Larsen (USA)
- Alma Lavenson (USA)
- Arthur Lavine (USA)
- Russell Lee (USA)
- Nina Leen (Russia/USA)
- Laurence Le Guay (Australia)
- Henri Leighton (USA)
- Arthur Leipzig (USA)
- Charles Leirens (Belgio)
- Gita Lenz (USA)
- Leon Levinstein (USA)
- Helen Levitt (USA)
- Margery Lewis (USA)
- Sol Libsohn (USA)
- David Linton (USA)[19]
- Herbert List (Germania)
- Jacob Lofman (Polonia/USA)
- Hans Malmberg (Svezia)
- Gjon Mili (Albania/USA)
- Frank Miller (USA)
- Lee Miller (USA)
- Wayne Miller (USA)
- May Mirin (USA)
- Lisette Model (Austria/USA)
- Peter Moeschlin (Svizzera)
- David Moore (Australia)
- Barbara Morgan (USA)
- Hedda Morrison (Germania)
- Ralph Morse (USA)
- Robert Mottar (USA)
- Carl Mydans (USA)
- David Myers (USA)
- Fritz Neugass (Germania/USA)
- Lennart Nilsson (Svezia)
- Pål Nils Nilsson (Svezia)
- Emil Obrovsky (Austria)
- Yoichi Okamoto (USA)
- Cas Oorthuys (Olanda)
- Ruth Orkin (USA)
- Don Ornitz (USA)
- Eiju Otaki (Giappone)
- Homer Page (USA)
- Marion Palfi (USA)
- Gordon Parks (USA)
- Rondal Partridge (USA)
- Irving Penn (USA)
- Carl Perutz (USA)
- John Phillips (Algeria/USA)
- Leonti Planskoy (Russia/Gran Bretagna)
- Ray Platnick (USA)
- Fred Plaut (Germania)
- Rudolf Pollak (Germania)
- Gottfried Rainer (Austria)
- Daniel J. Ransohoff (USA)
- Bill Rauhauser (USA)
- Satyajit Ray (India)
- Anna Riwkin-Brick (Russia/Svezia)
- George Rodger (Gran Bretagna)
- Willy Ronis (Francia)
- Annelise e Hannes Rosenberg (Svizzera)
- August Sander (Germania)
- Walter Sanders (USA)
- Sanford H. Roth (USA)
- Gotthard Schuh (Svizzera)
- Éric Schwab (Francia)
- Bob Schwalberg (USA)
- Kurt Severin (Germania/USA)
- David Seymour (Polonia)
- Ben Shahn (Lituania/USA)
- Musya S. Sheeler (USA)
- George Silk (Nuova Zelanda/USA)
- Bradley Smith (USA)
- Ian Smith (Gran Bretagna)
- W. Eugene Smith (USA)
- Howard Sochurek (USA)
- Peter Stackpole (USA)
- Alfred Statler (USA)
- Gitel Steed (USA)
- Edward Steichen (Lussemburgo/USA)
- Richard Steinheimer (USA)
- Ezra Stoller (USA)
- Lou Stoumen (USA)
- George Strock (USA)
- Constance Stuart Larrabee (Sudafrica)
- Étienne Sved (Ungheria)
- Suzanne Szasz (USA)
- Gustavo Thorlichen (Argentina)
- Charles Trieschmann (USA)
- François Tuefferd (Francia)
- Jakob Tuggener (Svizzera)
- Doris Ulmann (USA)
- Alexander Uzylan (URSS)
- Ed van der Elsken (Olanda)
- William Vandivert (USA)
- Pierre Verger (Francia/Brasile)
- Ike Vern (USA)
- Werner Rosenberg (Francia)
- Roman Vishniac (Russia/USA)
- Carmel Vitullo (USA)
- Edward Wallowitch (USA)
- Todd Webb (USA)
- Sabine Weiss (Svizzera)
- Edward Weston (USA)
- Bob Willoughby (USA)
- Garry Winogrand (USA)
- Arthur Witman (USA)
- Jasper Wood (USA)
- Yosuke Yamahata (Giappone)
- Shizuo Yamamoto (Giappone)

## Accoglienza critica
Questo grande evento suscitò ampie reazioni: molti lo accolsero con entusiasmo quasi incondizionato, colpiti anche dalle sue dimensioni; altri invece lo interpretarono negativamente, come un "umanesimo" convenzionale che tendeva a ignorare i problemi reali tra popoli e razze — ancora fortemente presenti — i conflitti e, più in generale, la stessa logica della vita. Roland Barthes criticò la mostra in quanto, secondo lui, essa era l'esempio del concetto di mito: la drammatizzazione di un messaggio ideologico. Nel suo libro Mythologies, pubblicato in Francia un anno dopo la mostra di Parigi del 1956, Barthes dichiarò che si trattava di "umanesimo convenzionale", cioè una raccolta di fotografie in cui tutti vivono e "muoiono allo stesso modo ovunque". Barthes aggiunse che: "Il semplice fatto di mostrare immagini di persone che nascono e muoiono non ci dice, letteralmente, nulla".
Ci fu un caso di violenta indignazione pubblica durante l'esposizione della mostra a Mosca nel 1959. Lo studente nigeriano Theophilus Neokonkwo, arrivato in Russia l'anno prima, tagliò e strappò le stampe del fotografo americano di origine polacca Nat Farbman, scattate in quello che allora era il Bechuanaland (protettorato del Regno Unito, dal 1966 Repubblica del Botswana). Neokonkwo volle protestare contro il modo in cui la mostra, secondo ciò che dichiarò, rappresentava tutti i non europei, e soprattutto gli africani, "seminudi o nudi", come "inferiori sociali", vittime di malattie, povertà e disperazione, mentre i bianchi americani ed europei erano rappresentati per lo più "in stati culturali dignitosi – ricchi, sani e saggi". Con questa sua azione voleva criticare il comportamento dei fotoreporter occidentali: la protesta di Neokonkwo fu il tentativo di sottolineare la disuguaglianza di potere che consentì la circolazione a livello globale di immagini realizzate da fotografi come Farbman e i suoi colleghi di Life, ma non fu mai fornito lo stesso spazio per le fotografie realizzate dagli addetti ai lavori delle culture non occidentali. Infatti, il peso culturale, il denaro e lo sviluppo professionale e le opportunità di un fotoreporter di Life che aveva con sé un passaporto statunitense negli anni '50 non potevano essere, rispetto alle risorse a disposizione, dei suoi colleghi fotografi del Bechuanaland, della Nigeria o molti altri paesi. Theophilus Neokonkwo ed altri studenti di colore scapparono dalla Russia l'anno seguente per raggiungere Francoforte sul Meno dichiarando: "Crediamo che sia nostro dovere mettere in guardia i leader africani dal comunismo e dai suoi pericoli. Gli studenti africani che hanno analizzato la strategia del regime sovietico hanno visto fino a che punto questo regime pensasse solo ai propri interessi e che i suoi slogan che proclamavano la sua amicizia verso l’Africa fossero pura propaganda, senza alcuna sincerità o autenticità". Cosa che ovviamente favorì i giornali occidentali.
Anche Susan Sontag nel suo libro Sulla fotografia del 1977, citando lo stesso Barthes, accusò Steichen di sentimentalismo e di semplificazione eccessiva: "...volevano, negli anni Cinquanta, essere consolati e distratti da un umanesimo sentimentale. ...La scelta di Steichen delle fotografie presuppone una condizione umana o una natura umana condivisa da tutti". In epoche più recenti tra coloro che ne hanno fatto un problema di razza o di classe vanno citati Christopher Phillips, John Berger e Abigail Solomon-Godeau. Quest'ultima ha dichiarato di non aver visto la mostra ma solo il catalogo ed in particolare ha criticato la rimozione della foto del linciaggio di Robert McDaniels e dell'immagine dell'esplosione della bomba atomica.
Un certo numero di fotografi nel corso degli anni hanno sostenuto di essere rimasti influenzati dall'aver visto la mostra e di esserne usciti motivati ad iniziare o a continare nella professione.
"The Family of Man" occupa un posto unico nella storia della fotografia. La maggior parte delle altre grandi mostre che hanno lasciato un tangibile segno nella storia, sono state avanguardie innovative, come ad esempio furono Film und Foto (Stoccarda, 1929), "New Documents" (New York, 1967), oppure "New Topographics: Photographs of a Man-Altered Landscape" (Rochester, 1975). Coloro che hanno studiato questi eventi, o continuano a farlo, cercano di trovare nuove ragioni per capire quale sia la loro importanza. "The Family of Man", invece, non fu una mostra d'avanguardia. Il messaggio della mostra, quello più profondo, cioè che tutte le persone sono simili nelle gioie, nei dolori e nel lavoro, non fu allora, ne a posteriori, un concetto inaspettato o considerato radicale. Gli studiosi continuano ad analizzare la mostra e le sue componenti ma non esiste nella storia della fotografia qualcosa di simile che abbia saputo dividere ed irritare diverse generazioni di storici.

## Galleria d'immagini
Le immagini sono relative alla mostra permanente che dal 2013 risiede presso il restaurato Castello di Clervaux in Lussemburgo, posizionata su due piani e, per quanto possibile, adattata a quella originale di New York, cercando di ricreare l'atmosfera visiva originale. Accanto alla mostra c'è la biblioteca che comprende tutte le edizioni delle varie mostre e riproduzioni, nonché materiale storico ed interpretativo di vario genere e provenienza.

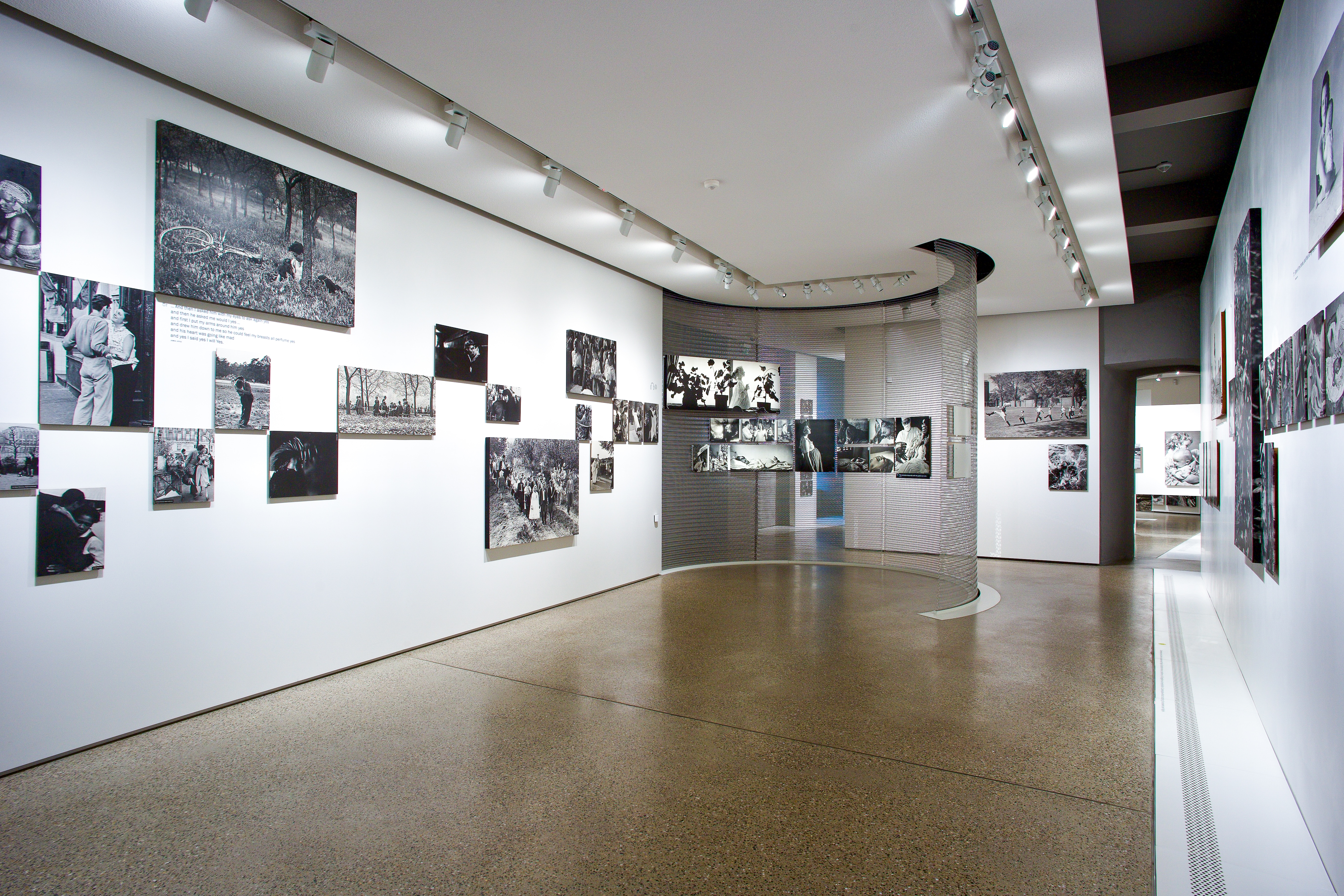
The Family of Man, Clervaux, 2013
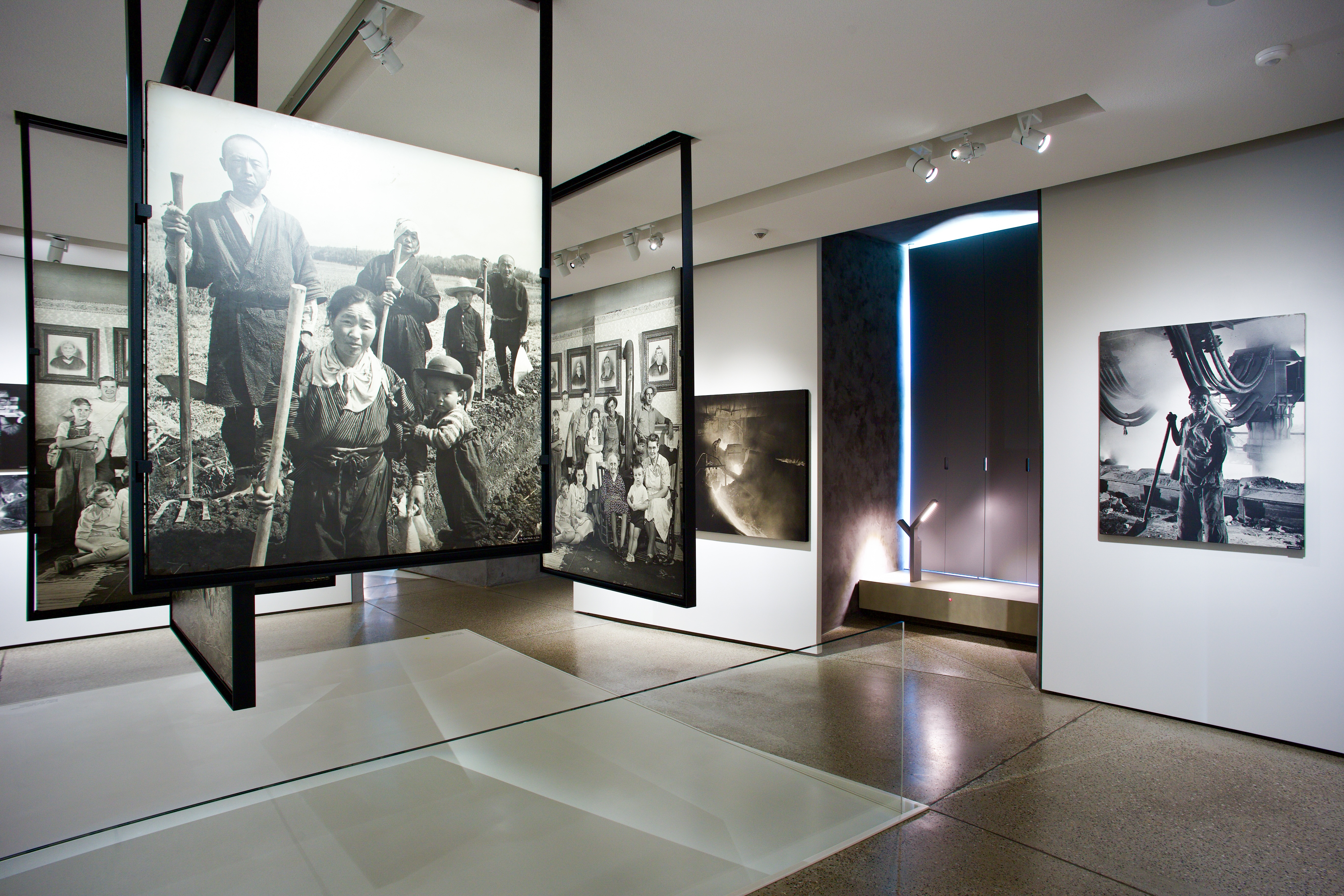
The Family of Man, Clervaux, 2013
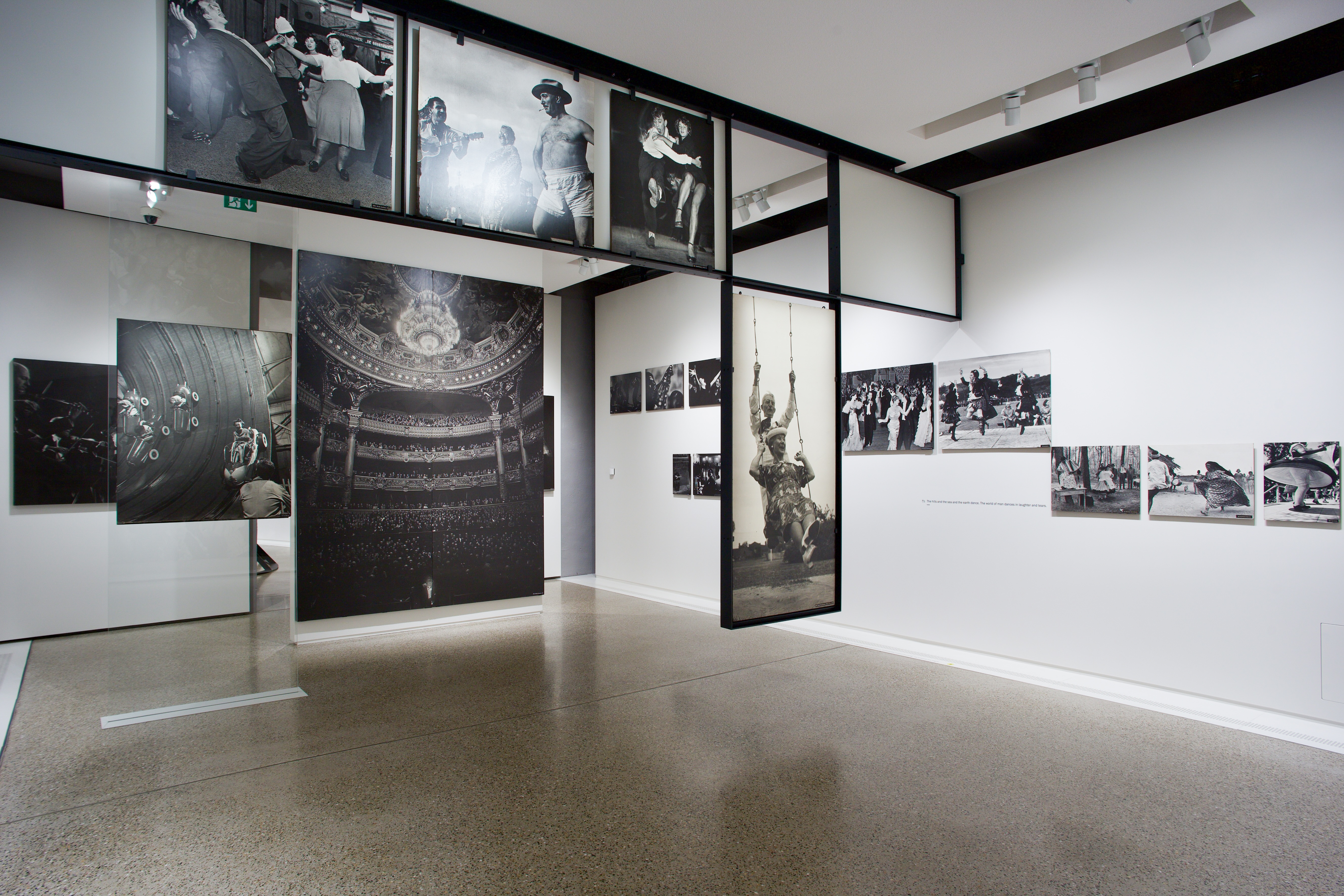
The Family of Man, Clervaux, 2013
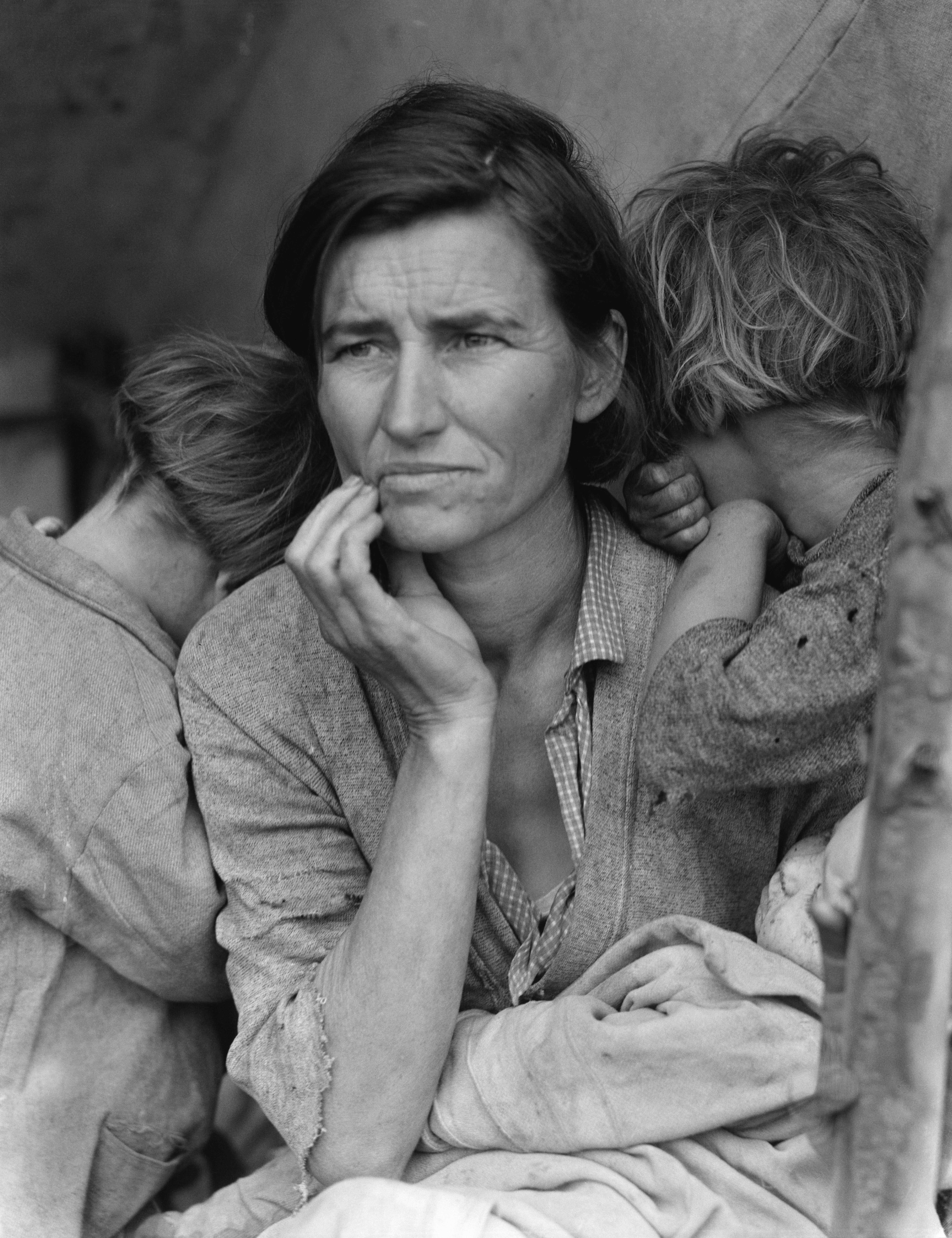
Migrant Mother, foto di Dorothea Lange, 1936